# Fleming (herb szlachecki)
Fleming (Flemming) – herb szlachecki.
- Opis herbu:

W polu błękitnym, wilk biały, ukoronowany, z klejnotem czerwonym w łapach. Klejnot: ogon pawi.
- Najwcześniejsze wzmianki:

Indygenat z 1700.
- Herbowni:

Fleming, Flemming.